# Интродукция (биология)
Интродукция е термин в биологията, описващ процес на усвояване на дадена територия от видове, нехарактерни за нея, в резултат на преднамереното или случайното им внасяне там, благодарение на човешката дейност. Доста често интродуцираните видове съществено променят екосистемата в засегнатия регион и стават причина за значително съкращаване на числеността на местните видове, дори до пълното им изчезване.

## Видове интродукция

### Преднамерена
Този вид интродукция се изразява в нарочно внасяне на външни видове с намерението бъдат полезни за човека и да повишат материалното му благосъстояние. По този начин на нови територии са били разпространени различни видове селскостопански култури, продуктивни домашни животни, домашни любимци и диви животни (като дивеч, за да бъдат развъждани и опазвани, както и с цел борбата с различни местни или от по-рано привнесени видове, окачествявани, с по-голямо или по-малко основание, като вредители - например подходящи видове птици, за ограничаване броя на колорадските бръмбари).
Понякога резултатите са по-скоро положителни. Примери за това са заселването на шарани в Северна Америка и ондатри в Европа. 
В други случаи интродукцията има гибелни последици за местните популации. Например, когато пирати внасят кози на Галапагоските острови с цел осигуряване на месо при посещенията им на островите, те изяждат местната растителност и се конкурират за територията с игуаните. По подобен начин на силен и унищожителен натиск е подложена и природата на Австралия и Нова Зеландия. Показателен пример в този смисъл, в растителния свят, е този с вида Centaurea solstitialis в Националният парк Йосѐмити. Растението е с по-дълга коренова система от тази на много от местните видове и твърде бързо достига до източниците на вода. Особено вредни се оказват на места опитите за отглеждане на памук.

### Случайна
Това е интродукция на видове, която се осъществява без знание от страна на човека или в условия при които той допринася за пренасянето, но не може или не иска съществено да го ограничи или изобщо - да го предотврати, въпреки че то му е известно, даже и да го смята за нежелателно.
Един от най-старите примери за нея е пренасянето на плъхове, возещи се в трюмовете на кораби. По този начин три вида от тези гризачи са населили почти всички земни точки включително и много малки острови. Друг вид случайна интродукция се наблюдава при използването на морска или речна вода като баласт за товарните кораби или при прикрепване по дъната на плавателните съдове (например - полипи, риби-прилепала, морски охлюви). В някои случаи някои от тях се превозват на огромни разстояния, но веднъж освободени на ново място, бързо се приспособяват към новото местообитание, за което особено добър пример е приспособяването на японските рапани към условията на Черно море. 

### Екологична
Това е вид интродукция свързана със съхраняването на даден вид в природата. Тя се характеризира с реинтродукция на определен вид на територия, която той е обитавал преди, но в резултат на човешката дейност е изчезнал или се намира пред изчезване. Друга форма на тази интродукция се изразява в пренасянето на застрашен от изчезване вид в основното му местообитание на място характеризиращо се с подобно географско положение и екологични условия или (когато вече е бил развъден другаде) - връщане доколкото е възможно към първоначалната среда. 
Пример за това е експериментът в Беловежката гора, целящ поне частичното възстановяване на европейските бизони и евентуално - подпомагане оцеляването на американските.

### Интродукция на заразни болести
Изразява се във внасянето или разпространяването (случайно или - не) на инфекциозни и паразитни болести, породени от различни причинители на места, където не са били характерни или към момента не са силно или болестотворно активни (съответно - и самите причинители). Внасянето им става посредством хора, животни или растения с изявени клинични признаци, заразени без симптоми или с по-слаба симптоматика (но често много по-силно и опасно заразни на новото място) или носители на причинител - развит или в процес на инкубация (например - бълхи и въшки). Може да стане и чрез пренасяне на техни останки (например - мърша), както и на материали, предмети или хранителни продукти, които съдържат съответните субстанции, както и да се способства от внасянето на подходящи гостоприемници. Осъществява се като вътревидово, така и междувидово заразяване.
По този начин, в хода на Великите географски открития в Америка попадат вирусите на инфлуенцата (грип), шарката, холерата и западнонилската треска, а оттам в Европа и други места по света е пренесен сифилисът. Също така с местен произход обикновено не са и чумните епидемии, а туберколозата е била разпространявана при опити за облекчаването й със "смяна на климата" (с преместване на болните от места с по-студен към такива с по-топъл климат или обратното).